# لوتشيانو
لوتشيانو (بالإسبانية: Luciano)‏ هو دي جيه سويسري وتشيلي، ولد في 24 فبراير 1978 في Montcherand ‏ في سويسرا.

## وصلات خارجية
- الموقع الرسمي
- لوتشيانو على موقع ميوزك برينز (الإنجليزية)
- لوتشيانو على موقع أول ميوزيك (الإنجليزية)
- لوتشيانو على موقع ديسكوغز (الإنجليزية)